# Шишов, Лев Львович
Лев Львович Шишов (8 июля 1930, Орёл — 28 июня 2004, Москва) — российский учёный-почвовед, академик РАСХН (1991). Заслуженный деятель науки Российской Федерации.

## Биография
Окончил Московскую сельскохозяйственную академию им. К. А. Тимирязева (1953) по специальности почвовед-агрохимик.
- 1953—1957 старший инженер-почвовед Росгипроводхоза
- 1957—1964 аспирант (1957—1960), ассистент (1961—1964) кафедры почвоведения ТСХА
- 1964—1978 доцент (1964—1966), зав. кафедрой почвоведения (1966—1978) Университета дружбы народов
- С 1978 года — в Почвенном институте им. В. В. Докучаева: зав. отделом тропических и субтропических почв (1978—1981, 2000—2003), директор (1981—2000), с 2003 г. — зав. отделом генезиса, географии и классификации почв.

Доктор сельскохозяйственных наук (1975), профессор (1977), академик РАСХН (1991).
Автор 15 монографий.

## Публикации
- Почвы переменно-влажных тропиков Лаоса и их рациональное использование / соавт.: С. В. Андроников и др.; Почв. ин-т им. В. В. Докучаева. — М., 1996. — 275 с.
- Лизиметры в почвенных исследованиях / соавт.: И. С. Кауричев и др.; Почв. ин-т им. В. В. Докучаева. — М., 1998. — 264 с.
- Почвенно-экологические исследования в ландшафтах: учеб. пособие для студентов вузов по спец. 320400 — «Агроэкология» / соавт.: И. М. Яшин, В. А. Раскатов; МСХА, Почв. ин-т им. В. В. Докучаева. — М., 2000. — 557 с.
- Природно-техногенные воздействия на земельный фонд России и страхование имущественных интересов участников земельного рынка / соавт.: Д. С. Булгаков и др.; Почв. ин-т им. В. В. Докучаева. — М., 2000. — 251 с.
- Исследования режима влаги и химических веществ в агроландшафтах южной тайги / соавт.: Н. А. Муромцев и др.; Почв. ин-т им. В. В. Докучаева. — М., 2001. — 229 с.
- Водная миграция химических элементов в почвенном покрове / соавт.: И. М. Яшин, В. А. Раскатов; МСХА. — 2003. — 316 с.